# Helictopleurus tristis
Helictopleurus tristis är en skalbaggsart som beskrevs av D'orbigny 1915. Helictopleurus tristis ingår i släktet Helictopleurus och familjen bladhorningar. Inga underarter finns listade i Catalogue of Life.